# 佐波隆秀
佐波 隆秀（さわ たかひで）は、戦国時代から安土桃山時代にかけての武将。石見国邑智郡佐波荘の国人で、大内氏、毛利氏の家臣。

## 出自
佐波氏は石見国の国人。三善清行の末裔で、子孫の三善義連が石見国に下向し、石見国邑智郡佐波荘を領して佐波氏を称した。赤穴氏も同族である。その後は国人領主として大内氏に従っていた。

## 生涯

### 出生
大永3年（1523年）、佐波興連の嫡男として誕生。
天文11年（1542年）から天文12年（1543年）にかけて行われた大内義隆の出雲遠征（第一次月山富田城の戦い）に従軍する。

### 家督相続
天文20年（1551年）8月28日、陶晴賢をはじめとする大内氏重臣が主君・大内義隆に謀反を起こした大寧寺の変が始まると、佐波氏当主であった従兄の佐波隆連は大内義隆の使者と共に親義隆派の石見国人・吉見正頼のもとへ援軍要請に赴いたが、その帰路に隆秀の舅で陶方についた町野隆風の兵に行く手を阻まれ、長門国阿武郡生雲において討死した。
討死した隆連には幼い娘が2人いるだけで嫡男はおらず、隆秀が後継者と目されたが、佐波氏家中には隆秀の家督相続に反対する動きもあった。そこで隆秀は嫡男の恵連が成長した際に隆連の娘と婚姻させて家督を相続させる条件で反対派の承諾を取り付け、父・興連の後見のもとで隆秀が家督を相続した。

### 毛利氏帰属
天文24年10月1日の厳島の戦いで毛利元就が陶晴賢を破って、大内氏領国に進攻する防長経略を開始。この頃の佐波氏は西隣に位置する川本温湯城主の小笠原長雄による圧迫を受けていたため、翌弘治2年（1556年）に石見国に所領を有する毛利氏家臣・口羽通良を通じて毛利氏への帰順を申し出た。
防長経略のために周防国玖珂郡岩国に在陣していた毛利元就は、佐波氏の服属が小笠原長雄を刺激してかえって毛利氏との敵対を深めることを危惧し、佐波氏服属の成立は元就・隆元父子が帰陣するまで待つようにと口羽通良に何度も申し送ったが、口羽通良と佐波興連・隆秀父子は事を急ぎ、元就・隆元父子が岩国に在陣して防長経略に忙しい中で佐波氏の帰順を成立させた。毛利氏は佐波興連の泉山城までの伝えの城として邑智郡の都賀城と用路城を確保し、一方の小笠原長雄は尼子氏との連携を深めた。
しかし、元就の懸念通り佐波氏の毛利氏帰順が小笠原長雄を刺激し、佐波氏は石見小笠原氏と尼子氏の挟撃を受ける形となり、佐波氏と石見小笠原氏は弘治2年（1556年）3月4日と3月7日に邑智郡吾郷村の竹において戦っている。

### 忍原崩れ
弘治2年（1556年）3月には毛利氏による周防国玖珂郡の制圧がほぼ完了したため、石見小笠原氏と尼子氏に挟まれた佐波氏の状況を鑑みて、防長経略を円滑に進めるために尼子氏の進攻に備えて側背の脅威を除く必要に迫られた毛利元就は、吉川元春を石見国に派遣することを決定。3月18日に吉川元春、宍戸隆家、口羽通良、桂元忠らが兵を率いて石見国邑智郡阿須那に進出した。吉川元春らは先に確保した都賀城や用路城に加えて、邑智郡布施村に新たに山南城を築いて防備を固め、佐波氏との連携を強化した。さらに3月25日に毛利元就は吉川元春、宍戸隆家、口羽通良、桂元忠に宛てて書状を送り、邇摩郡方面で必要になれば出陣する旨を伝えている。
同年4月1日に毛利隆元に佐波氏を助けて佐波氏本拠の泉山城を堅守するよう命じられた毛利氏家臣・飯田元重が佐波氏のもとに派遣され、4月11日には邑智郡飯山にて佐波氏と石見小笠原氏が再び戦っている。
毛利元就は5月2日付けの吉川元春と宍戸隆家への返書において、尼子氏と石見小笠原氏への対応は佐波興連や刺賀長信とよく相談して軽挙に及ばないようにすることを命じ、5月7日に毛利元就は吉川元春と宍戸隆家が元就の命に従って佐波の在陣衆と相談の上で佐波興連と刺賀長信と連絡を取り合ったのは良いことであると伝えている。
同年7月末の石見国邇摩郡忍原における合戦（忍原崩れ）で毛利軍を破った尼子晴久は続けて石見銀山まで攻め寄せ、8月初旬には毛利方の刺賀長信と高畠遠言が籠もる山吹城を攻めるための付城として矢筈城、三ツ子城、三久須城を築いて山吹城を攻撃したが、吉川元春が山吹城の後詰として出陣し、佐波興連も佐波にいた毛利軍の一部と共に西進して山吹城の救援に向かったため、尼子晴久は矢筈城、三ツ子城、三久須城を放棄して一時撤退。撤退する尼子軍の追撃のために山吹城の兵も打って出て、尼子軍を多数討ち取り、8月8日に毛利軍と佐波軍は安濃郡池田を奪取した。8月26日には毛利元就から石見国邑智郡都賀の半分を知行地として与えられ、用路城に在城するよう命じられた。
しかし、一時撤退していた尼子晴久が再び進攻して9月3日までに刺賀長信や高畠遠言が守る山吹城をはじめとして石見銀山方面の毛利方の諸城を攻略。出雲国飯石郡須佐の高櫓城主・本城常光を山吹城の城番に任じ、石見銀山の支配に当たらせた。
同年11月4日、喜田に赴いて元就と面会した際に、今後も毛利氏と佐波氏が良好な関係を維持する旨の起請文を与えられた。

### 花栗山城守誅伐
永禄3年（1560年）、佐波氏一族の花栗山城守が尼子氏に内通して離反すると、父・興連と協議した後に直ちに隆秀が自ら誅伐し、毛利氏に二心無い旨を表明した。2月22日には赤川元秀を使者として毛利元就と隆元のそれぞれから感状を与えられ、元就からは金覆輪の吉則の太刀一腰と馬一疋を、隆元からは太刀一腰、馬一疋、惣糸の具足一両を与えられている。
また、感状を与えられてからも明都賀左京亮を使者として派遣して、元就・隆元父子と丁重なやり取りを行っており、同年12月22日付けの元就と隆元が田河某を使者として吉川元春に宛てた返書において、佐波父子と丁重にやり取りをしているので元春からも話して切々と相談することが肝要とし、佐波興連が石見国邑智郡口羽を訪ねて、口羽通良と児玉就忠を通じて話をしているので安心するように述べている。

### 九州出陣
永禄11年（1568年）、豊前国企救郡の長野城を本拠とする豊前長野氏が大友氏に降ると、伊予に出陣して5月に帰還した吉川元春と小早川隆景が8月には関門海峡を渡り、9月4日には豊前三岳城に拠る長野弘勝を攻撃し、三岳城を陥落させている。この戦いで佐波氏家臣の深井木工允が戦死しているが、隆秀は敵大将の長野弘勝を討ち取る武功を上げた。
長野弘勝を討ち洩らさなかった隆秀の武功を賞して、毛利元就は9月28日付けで太刀一腰と馬一疋を与える旨の感状を記し、児玉元村を使者として派遣。10月4日に三岳城に到着した児玉元村に対して小早川隆景の案内者を「楢原殿」、吉川元春の案内者を粟屋由久が務め、隆秀に元就からの感状を届けている。また、10月20日には毛利輝元が同様に太刀一腰と馬一疋を与える旨の感状を記し、天野元友を使者として豊前国企救郡の長野に在陣する隆秀のもとに送っている。
天正20年（文禄元年、1592年）4月から始まる豊臣秀吉の朝鮮出兵の際には主君・毛利輝元から広島城の留守居を命じられているが、同年に死去。嫡男の恵連が跡を継いだ。
慶長10年（1605年）の五郎太石事件で隆秀の娘婿である熊谷元直や天野元信らの一族が粛清された際、恵連の三男で当主となった佐波善内も粛清されている。